# MLB All-Star Game 2015
MLB All-Star Game 2015 – 86. Mecz Gwiazd ligi MLB, który odbył się 14 lipca 2015 roku na stadionie Great American Ball Park w Cincinnati.
Był to piąty Mecz Gwiazd w tym mieście, wcześniej rozgrywany w 1938 i 1953 na stadionie Crosley Field oraz w 1970 i 1988 na Riverfront Stadium. Menadżerami obydwu zespołów byli Bruce Bochy z San Francisco Giants, mistrza National League 2014 oraz Ned Yost z Kansas City Royals, mistrza American League 2014. Do sztabu szkoleniowego AL All-Star Team wybrani zostali A.J. Hinch z Houston Astros oraz Lloyd McClendon ze Seattle Mariners, zaś do NL All-Star Team Don Mattingly z Los Angeles Dodgers i Bryan Price z Cincinnati Reds.
5 lipca 2015 podano wyjściowe składy z wyjątkiem miotaczy i rezerwowych, którzy wybrani zostali przez menadżerów obydwu zespołów dzień później.

## Wyjściowe składy
| American League | American League | American League | American League | National League | National League  | National League | National League |
| #               | Zawodnik        | Klub            | Pozycja         | #               | Zawodnik         | Klub            | Pozycja         |
| --------------- | --------------- | --------------- | --------------- | --------------- | ---------------- | --------------- | --------------- |
| 1               | Mike Trout      | Angels          | CF              | 1               | Andrew McCutchen | Pirates         | CF              |
| 2               | Josh Donaldson  | Blue Jays       | 3B              | 2               | Todd Frazier     | Reds            | 3B              |
| 3               | Albert Pujols   | Angels          | 1B              | 3               | Bryce Harper     | Nationals       | RF              |
| 4               | Nelson Cruz     | Mariners        | DH              | 4               | Paul Goldschmidt | Diamondbacks    | 1B              |
| 5               | Lorenzo Cain    | Royals          | RF              | 5               | Buster Posey     | Giants          | C               |
| 6               | Adam Jones      | Orioles         | LF              | 6               | Anthony Rizzo    | Cubs            | DH              |
| 7               | Salvador Pérez  | Royals          | C               | 7               | Jhonny Peralta   | Cardinals       | SS              |
| 8               | José Altuve     | Astros          | 2B              | 8               | Joc Pederson     | Dodgers         | LF              |
| 9               | Alcides Escobar | Royals          | SS              | 9               | DJ LeMahieu      | Rockies         | 2B              |
|                 | Dallas Keuchel  | Astros          | P               |                 | Zack Greinke     | Dodgers         | P               |

| American League                                                                                               | 1 | 0 | 0 | 0 | 2 | 0 | 2 | 1 | 0 | 6 | 7 | 2 |
| National League                                                                                               | 0 | 1 | 0 | 0 | 0 | 1 | 0 | 0 | 1 | 3 | 6 | 0 |
| WP: David Price (1–0) LP: Clayton Kershaw (0–1) HR: Mike Trout (1), Brian Dozier (1) NL: Andrew McCutchen (1) |   |   |   |   |   |   |   |   |   |   |   |   |

## Składy
| Miotacze - 22 Chris Archer (1) - 68 Dellin Betances (2) - 26 Brad Boxberger (1) - 53 Zach Britton (1) - 17 Wade Davis (1) - 54 Sonny Gray (1) - 40 Kelvin Herrera (1) - 34 Félix Hernández (6) - 60 Dallas Keuchel (1) - 56 Darren O’Day (1) - 15 Glen Perkins (3) - 14 David Price (5) - 49 Chris Sale (6) - 53 Hector Santiago (1) Łapacze - 55 Russell Martin (4) - 13 Salvador Pérez (3) - 21 Stephen Vogt (1) DH - 23 Nelson Cruz (3) - 84 Prince Fielder (6) |  | Wewnątrzpolowi - 27 José Altuve (3) - 24 Miguel Cabrera (10) - 20 Josh Donaldson (2) - 2 Brian Dozier (1) - 2 Alcides Escobar (1) - 26 Brock Holt (1) - 1 José Iglesias (1) - 22 Jason Kipnis (2) - 13 Manny Machado (2) - 8 Mike Moustakas (1) - 5 Albert Pujols (10) - 25 Mark Teixeira (3) Zapolowi - 19 José Bautista (6) - 6 Lorenzo Cain (1) - 11 Brett Gardner (1) - 4 Alex Gordon (3) - 10 Adam Jones (5) - 28 J.D. Martinez (1) - 27 Mike Trout (4) |  | Menadżer - 3 Ned Yost Trenerzy - 14 A.J. Hinch - 21 Lloyd McClendon |

| Miotacze - 40 Madison Bumgarner (3) - 34 A.J. Burnett (1) - 54 Aroldis Chapman (4) - 45 Gerrit Cole (1) - 48 Jacob deGrom (1) - 21 Zack Greinke (3) - 22 Clayton Kershaw (5) - 18 Carlos Martínez (1) - 35 Mark Melancon (2) - 17 Shelby Miller (1) - 58 Jonathan Papelbon (6) - 57 Francisco Rodríguez (6) - 44 Trevor Rosenthal (1) - 31 Max Scherzer (3) - 52 Michael Wacha (1) Łapacze - 9 Yasmani Grandal (1) - 4 Yadier Molina (7) - 28 Buster Posey (3) |  | Wewnątrzpolowi - 28 Nolan Arenado (1) - 17 Kris Bryant (1) - 35 Brandon Crawford (1) - 21 Todd Frazier (2) - 44 Paul Goldschmidt (3) - 23 Adrian Gonzalez (5) - 9 Dee Gordon (1) - 9 DJ LeMahieu (1) - 12 Joe Panik (1) - 27 Jhonny Peralta (3) - 44 Anthony Rizzo (2) - 2 Troy Tulowitzki (5) Zapolowi - 8 Ryan Braun (8) - 34 Bryce Harper (3) - 7 Matt Holliday (7) - 22 Andrew McCutchen (5) - 31 Joc Pederson (1) - 11 A.J. Pollock (1) - 27 Giancarlo Stanton (4) - 10 Justin Upton (3) |  | Menadżer - 15 Bruce Bochy Trenerzy - 8 Don Mattingly - 38 Bryan Price |

- W nawiasie podano liczbę występów w All-Star Game.

## Ostateczne głosowanie
Po ogłoszeniu przez menadżerów pełnych 33-osobowych składów obydwu zespołów, 6 lipca 2015 rozpoczęło się ostateczne głosowanie, mające na celu wyłonienie 34. zawodnika. Brett Gardner z New York Yankees, który początkowo umieszczony był na liście pięciu zawodników, zastąpił kontuzjowanego Aleksa Gordona, dlatego nie był brany pod uwagę. W głosowaniu zakończonym 10 lipca 2015 1. miejsca zajęli Mike Moustakas z Kansas City Royals i Carlos Martínez z St. Louis Cardinals.
| Zawodnik        | Klub            | Pozycja         | Zawodnik        | Klub            | Pozycja         |
| American League | American League | American League | National League | National League | National League |
| --------------- | --------------- | --------------- | --------------- | --------------- | --------------- |
| Xander Bogaerts | Red Sox         | SS              | Johnny Cueto    | Reds            | P               |
| Yoenis Céspedes | Tigers          | OF              | Jeurys Familia  | Mets            | P               |
| Brian Dozier    | Twins           | 2B              | Clayton Kershaw | Dodgers         | P               |
| Mike Moustakas  | Royals          | 3B              | Carlos Martinez | Cardinals       | P               |
|                 |                 |                 | Troy Tulowitzki | Rockies         | SS              |

## Home Run Derby

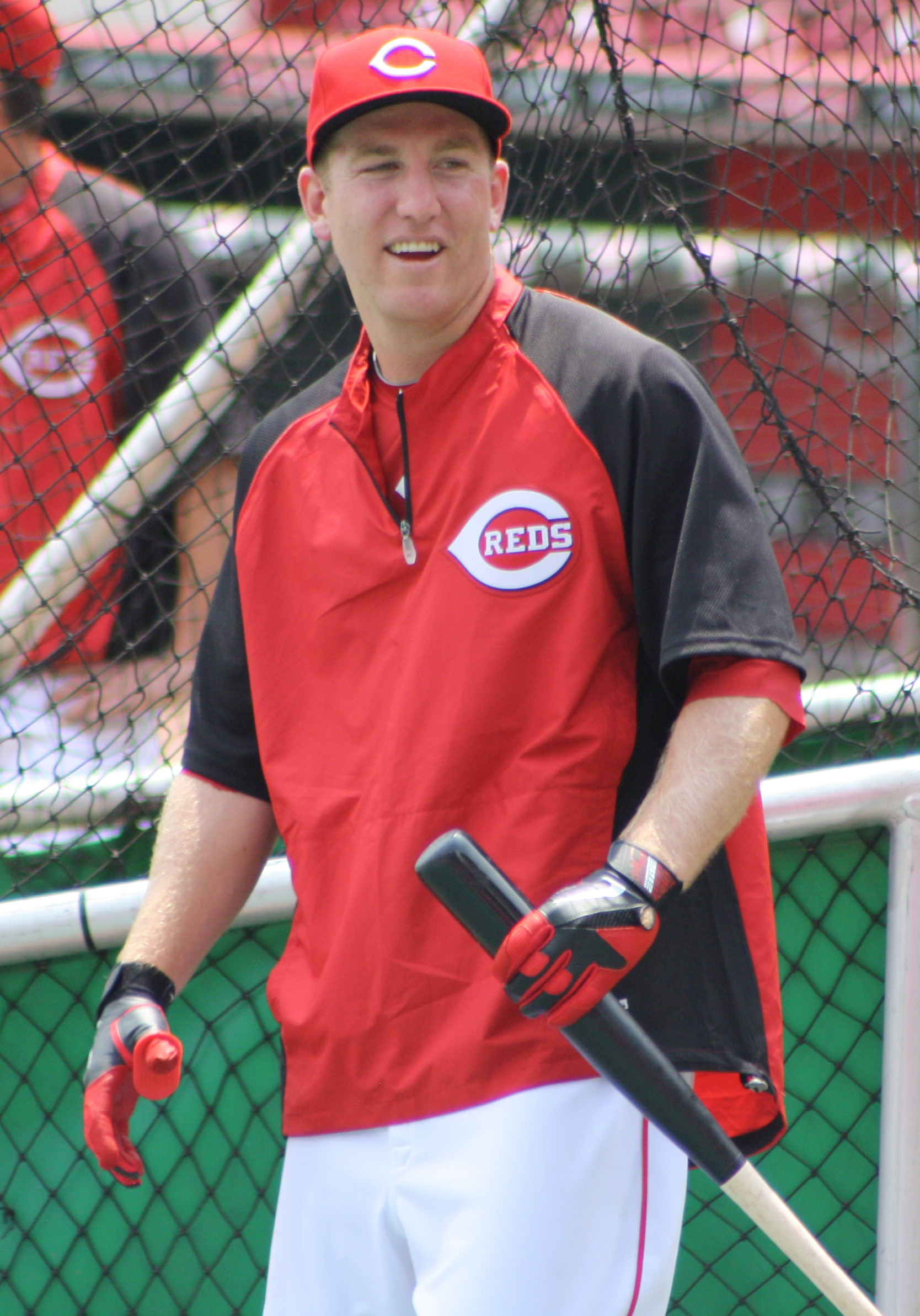
Todd Frazier – zwycięzca Home Run Derby 2015.

Home Run Derby odbyło się 13 lipca 2014. Zwyciężył Todd Frazier z Cincinnati Reds.
|  |                |                |              |              |    |                |                |          |  |  |       |       |       |
|  | Ćwierćfinał    | Ćwierćfinał    | Ćwierćfinał  |              |    | Półfinał       | Półfinał       | Półfinał |  |  | Finał | Finał | Finał |
|  | Ćwierćfinał    | Ćwierćfinał    | Ćwierćfinał  |              |    | Półfinał       | Półfinał       | Półfinał |  |  | Finał | Finał | Finał |
|  |                |                |              |              |    |                |                |          |  |  |       |       |       |
|  |                |                |              |              |    |                |                |          |  |  |       |       |       |
|  | Albert Pujols  | Albert Pujols  | 10           |              |    |                |                |          |  |  |       |       |       |
|  | Albert Pujols  | Albert Pujols  | 10           |              |    |                |                |          |  |  |       |       |       |
|  | Kris Bryant    | Kris Bryant    | 9            |              |    |                |                |          |  |  |       |       |       |
|  | Kris Bryant    | Kris Bryant    | 9            |              |    | Albert Pujols  | Albert Pujols  | 11       |  |  |       |       |       |
|  |                |                |              |              |    | Albert Pujols  | Albert Pujols  | 11       |  |  |       |       |       |
|  |                |                | Joc Pederson | Joc Pederson | 12 |                |                |          |  |  |       |       |       |
|  | Joc Pederson   | Joc Pederson   | Joc Pederson | Joc Pederson | 12 | 13             |                |          |  |  |       |       |       |
|  | Joc Pederson   | Joc Pederson   |              |              |    |                |                |          |  |  |       |       |       |
|  | Manny Machado  | Manny Machado  | 12           |              |    |                |                |          |  |  |       |       |       |
|  | Manny Machado  | Manny Machado  | 12           |              |    | Joc Pederson   | Joc Pederson   | 14       |  |  |       |       |       |
|  |                |                |              |              |    |                |                |          |  |  |       |       |       |
|  |                |                | Todd Frazier | Todd Frazier | 15 |                |                |          |  |  |       |       |       |
|  | Josh Donaldson | Josh Donaldson | Todd Frazier | Todd Frazier | 15 | 9              |                |          |  |  |       |       |       |
|  | Josh Donaldson | Josh Donaldson |              |              |    |                |                |          |  |  |       |       |       |
|  | Anthony Rizzo  | Anthony Rizzo  | 8            |              |    |                |                |          |  |  |       |       |       |
|  | Anthony Rizzo  | Anthony Rizzo  | 8            |              |    | Josh Donaldson | Josh Donaldson | 9        |  |  |       |       |       |
|  |                |                |              |              |    | Josh Donaldson | Josh Donaldson | 9        |  |  |       |       |       |
|  |                |                | Todd Frazier | Todd Frazier | 10 |                |                |          |  |  |       |       |       |
|  | Todd Frazier   | Todd Frazier   | Todd Frazier | Todd Frazier | 10 | 14             |                |          |  |  |       |       |       |
|  | Todd Frazier   | Todd Frazier   |              |              |    |                |                |          |  |  |       |       |       |
|  | Prince Fielder | Prince Fielder | 13           |              |    |                |                |          |  |  |       |       |       |
|  | Prince Fielder | Prince Fielder | 13           |              |    |                |                |          |  |  |       |       |       |